# Jaromír Weinberger

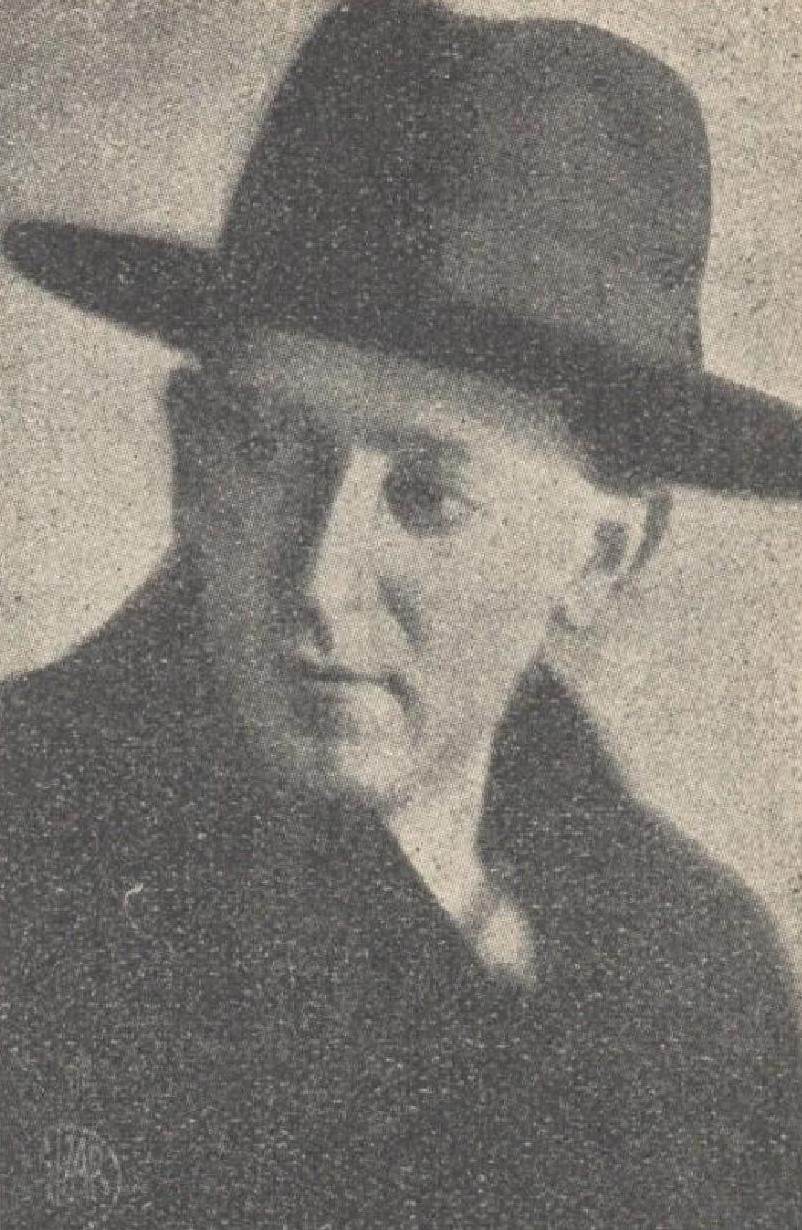
Jaromír Weinberger, 1933

Jaromír Weinberger (geboren 8. Januar 1896 in Prag, Österreich-Ungarn; gestorben 8. August 1967 in Saint Petersburg, Florida, Vereinigte Staaten) war ein tschechischer Komponist jüdischer Abstammung.

## Leben
Weinberger studierte am Prager Konservatorium bei Jaroslav Křička und Karel Hoffmeister. Mit 20 Jahren wechselte er nach Leipzig an das dortige Konservatorium in die Kompositionsklasse von Max Reger. Mit seiner 1927 in Prag uraufgeführten Oper Švanda dudák (Deutscher Titel: Schwanda, der Dudelsackpfeifer) wurde er rasch sehr bekannt. Sein erfolgreichstes Werk erlebte in den nächsten Jahren weltweit zahlreiche Aufführungen, bis 1931 waren es über 2000. Seine Operette Frühlingsstürme wurde im Januar 1933 in Berlin uraufgeführt, im März von der Naziregierung abgesetzt und gilt als „letzte Operette der Weimarer Republik“. Seit 1929 in Baden bei Wien und in Modřany bei Prag ansässig, musste er als Jude im Herbst 1938 emigrieren und konnte über Frankreich 1939 in die USA einreisen. 1948 erhielt er die amerikanische Staatsbürgerschaft. Nach dem Zweiten Weltkrieg kehrte er nur mehr zu Sommeraufenthalten nach Europa zurück. Er starb 1967 in seinem Haus in Saint Petersburg in Florida durch Suizid.

## Werke

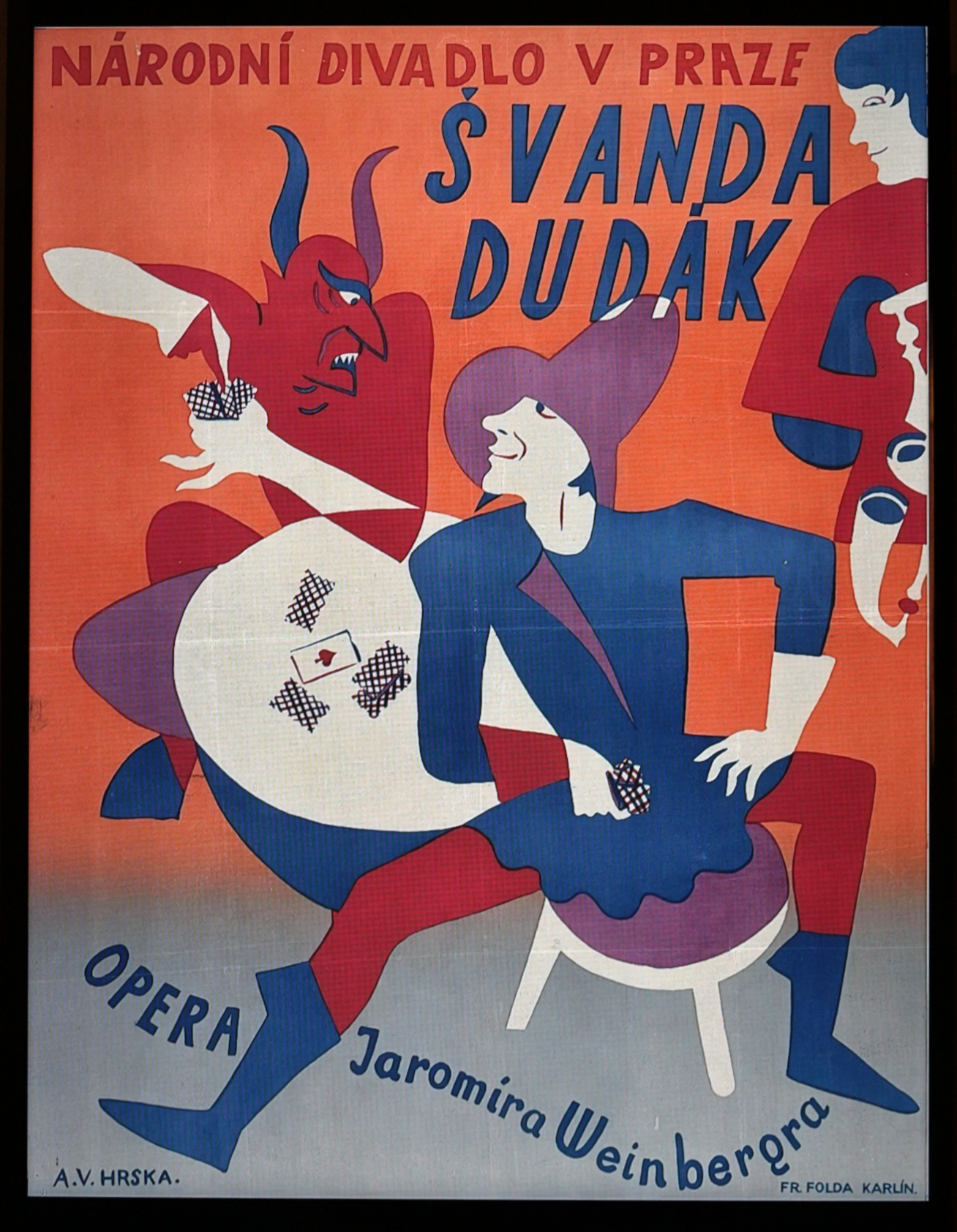
Plakat von Alexandr Vladimír Hrska zur Prager Uraufführung von Schwanda, der Dudelsackpfeifer, 1927

- Schwanda, der Dudelsackpfeifer (Švanda dudák), Oper; UA Prag 1927
- Die geliebte Stimme (Milovaný hlas), Oper; UA München 1931
- Die Ausgestoßenen von Pokerflat (Lidé z Pokerflatu), Oper, UA Brno 1932
- Frühlingsstürme (Jarní bouře), Operette; UA Berlin 1933
- Wallenstein (Valdštejn), Oper; UA Wien 1937
- Bühnenmusiken, symphonische Werke, Kammer- u. Klaviermusik, Chorwerke, Lieder